# 虺 (叔孙氏)
虺（？—？），姬姓，叔孙氏，名虺，春秋时代鲁国人，叔孙庄叔次子，叔孙宣伯之弟，叔孙穆子之兄。
前616年，鄋瞒进犯齐国和鲁国，鲁文公占卜派叔孙庄叔追赶敌人，卦象很吉利，就派他出征。叔孙庄叔果然在咸地打败了狄人，俘获了长狄侨如、虺、豹三名狄人头目，叔孙庄叔就以这三个人的名字为自己的三个儿子命名。